# Kuddäppelmossa
Kuddäppelmossa (Bartramia pomiformis) är en mossa. Det är Värmlands landskapsmossa.